# Anne Sutherland-Leveson-Gower, Duchess of Sutherland

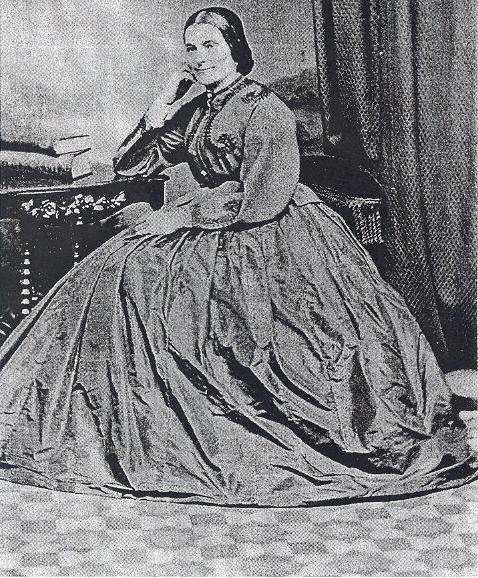
Anne Sutherland-Leveson-Gower, Duchess of Sutherland, um 1870

Anne Sutherland-Leveson-Gower, Duchess of Sutherland, 1. Countess of Cromartie, VA (geborene Hay-Mackenzie, * 21. April 1829; † 25. November 1888 in Stafford House, St. James’s, Westminster, London) war eine britische Adlige.

## Leben
Sie war das einzige Kind von John Hay-Mackenzie (um 1792–1849), Gutsherr von Newhall in Derbyshire und Cromarty in Argyllshire, aus dessen Ehe mit Anne Gibson-Craig. Ihre Mutter war die dritte Tochter von Sir James Gibson-Craig, 1. Baronet. Ihr Vater war der älteste Sohn und Erbe von Edward Hay-Mackenzie, Gutsherr von Newhall, und Maria Murray-Mackenzie, Gutsherrin von Cromartie. Diese war die älteste Tochter und Erbin von George Murray-Mackenzie, 6. Lord Elibank und Lady Isabella Mackenzie. Diese war die älteste Tochter und Erbin von George Mackenzie, 3. Earl of Cromartie, der 1745 am Aufstand der Jakobiten teilnahm und 1746 wegen Hochverrats geächtet wurde. Ihr Großvater väterlicherseits war der jüngere Bruder von George Hay, 7. Marquess of Tweeddale.

### Ehe und Nachkommen
Sie heiratete am 27. Juni 1849 George Sutherland-Leveson-Gower, Marquess of Stafford (1828–1892), den ältesten Sohn von George Sutherland-Leveson-Gower, 2. Duke of Sutherland. Am 22. Februar 1861 beerbte ihr Gatte seinen Vater als 3. Duke of Sutherland. Am 9. Juli 1849 starb Annes Vater, woraufhin sie dessen Ländereien erbte. Aus ihrer Ehe gingen fünf Kinder hervor:
- George Granville Sutherland-Leveson-Gower, Earl Gower (1850–1858), starb jung;
- Cromartie Sutherland-Leveson-Gower, 4. Duke of Sutherland (1851–1913), ⚭ 1884 Lady Milicent Fanny St Clair-Erskine, Tochter des 4. Earl of Rosslyn;
- Francis Mackenzie Sutherland-Leveson-Gower, 2. Earl of Cromartie (1852–1893), ⚭ 1876 Hon. Lillian Janet Bosville-Macdonald, Tochter des 4. Baron Macdonald;
- Lady Florence Sutherland-Leveson-Gower (1855–1881), ⚭ 1876 Henry Chaplin, 1. Viscount Chaplin;
- Lady Alexandra Sutherland-Leveson-Gower (1866–1891), starb unverheiratet.

### Countess of Cromartie
Am 21. Oktober 1861 wurden die 1746 verwirkten schottischen Titel ihres Ururgroßvaters George Mackenzie, 3. Earl of Cromatie, ihr in der Peerage of the United Kingdom neu verliehen. Damit wurde die Duchess of Sutherland aus eigenem Recht zur Countess of Cromartie, Viscountess Tarbat, Baroness MacLeod und Baroness Castlehaven erhoben. Alle vier Titel wurde mit einer besonderen Nachfolgeregelung verliehen. Bei ihrem Tod sollten die Titel zuerst an ihren zweiten Sohn Francis Sutherland-Leveson-Gower und dessen männliche Nachkommen gehen, dann an dessen jüngere Brüder in der Reihenfolge ihrer Geburt und deren männliche Nachkommen, drittens an die weiblichen Nachkommen von Francis Sutherland-Leveson-Gower und viertens an die anderen Nachkommen. Sollte der Titelinhaber den Titel eines Duke of Sutherland erben, soll der Titel an den denjenigen aus der Erbfolge, der nachfolgen würde wenn der Duke of Sutherland ohne Nachkommen gestorben wäre.

### Mistress of the Robes
Zwischen 1870 und 1874 war sie Mistress of the Robes von Queen Victoria. Hierfür wurde sie mit dem Royal Order of Victoria and Albert (3. Klasse) ausgezeichnet.